# 阿尔西藏代叙
阿尔西藏代叙（法語：Arcizans-Dessus）是法国上比利牛斯省的一个市镇，属于阿尔热莱加佐斯区（Argelès-Gazost）奥坎县（Aucun）。该市镇总面积5.01平方公里，2009年时的人口为103人。

## 人口
阿尔西藏代叙人口变化图示